# Ministar vanjskih poslova
Ministar vanjskih poslova član je vlade i šef resora nadležnog za međunarodne odnose i vođenje vanjske politike svoje zemlje (u pravilu ministarstva vanjskih poslova). Ministar vanjskih poslova upravlja službom vanjskih poslova. Jedan je od visokih političkih dužnosnika koji je po svojoj funkciji ovlašten predstavljati svoju državu prema inozemstvu i za predstavljanje mu nije potrebna punomoć (jer po međunarodnom pravu mu nije potrebna; smatra se jednim od redovitih tijela vanjskog zastupanja države. Može sklapati međunarodne ugovore u ime svoje države bez posebne punomoći). Njegove izjave obvezuju državu. Po stupanju na dužnost, običaj je da ministar vanjskih poslova diplomatskim putem najavi drugim državama svoje stupanje na dužnost. Nije neuobičajno da ministar vanjskih poslova zauzima položaj potpredsjednika vlade, a ponekad sam premijer (predsjednik vlade) vodi resor vanjskih poslova.
Opseg ovlasti ministra vanjskih poslova različit je u pojedinim državama, ali se u osnovnim funkcijama podudaraju. U SAD-u dužnost ministra vanjskih poslovama obavlja državni tajnik (Secretary of State), dok u nekim latinskoameričkim zemljama nosi naziv canciller.

## Poveznice
- Ministarstvo vanjskih poslova
  - Ministarstvo vanjskih poslova i europskih integracija - u Republici Hrvatskoj